# Amerikanska dvärgekorrar
Amerikanska dvärgekorrar (Microsciurus) är ett släkte i ekorrfamiljen med fyra arter som förekommer i Central- och Sydamerika.
Arterna är:
- Microsciurus alfari, (Allen, 1895), Costa Rica, Nicaragua, Panama, norra Colombia.
- Microsciurus mimulus, (Thomas, 1898), Ecuador, Colombia, Panama.
- Microsciurus flaviventer, (Gray, 1867), västra Amazonområdet.
- Microsciurus santanderensis, (Hernández-Camacho, 1957), centrala Colombia.

Med en kroppslängd på omkring 15 centimeter och en svanslängd på 12 centimeter är de bara lite mindre än den vanliga ekorren. Pälsen har på ovansidan en gråbrun, olivbrun eller rödbrun färg och undersidan är ljusare.
Arterna väger 80 till 120 g och deras svans är inte lika yvig som hos medlemmarna av släktet Sciurus. De har 2,8 till 4,5cm långa bakfötter och 0,8 till 1,9cm långa öron. Håren på ovansidan har ofta orange eller röda avsnitt vad som syns som ljusa punkter eller streck. Ofta finns en fläck bakom öronen som har en avvikande färg. Hos individer som lever i bergstrakter är pälsen allmänt längre. Vanligtvis finns i varje käkhalva en framtand, ingen hörntand, en premolar och tre molarer, alltså 20 tänder i hela tanduppsättningen. Några populationer har 2 premolarer på varje sida i överkäken och ibland saknas den tredje molaren.
Habitatet för alla arter utgörs av tropisk regnskog. IUCN räknar tre art som livskraftig (LC) och Microsciurus flaviventer med kunskapsbrist (DD). Det är inte mycket känt om deras levnadssätt på grund av arternas svårtillgängliga utbredningsområde. Enligt allt som är känt har de liknande beteende som tropiska arter av släktet Sciurus.